# 알피큐
알피큐는 대한민국의 가수다. 2007년 뮤지컬 '관객모독'으로 데뷔했다. 2010년에는 첫 싱글 [Rp-Q Vol. 1]을 발표했다.

## 방송
- 쇼미더머니1 (2012) - Top16

## 공연
- 뮤지컬 관객모독 (2007)
- RPQ Concert (2017)

## CF
- 맥도날드 - 빅맥송 (2012)